# جون كونكاك
جون كونكاك (بالإنجليزية: Jon Koncak) مواليد 17 مايو 1963 في سيدار رابيدز، هو لاعب كرة سلة أمريكي سابق بدأ مسيرته الاحترافية في سنة 1985 وحمل الرقم 32 و45. يبلغ طوله 7 قدم 0 بوصة (2.1 م). شارك في مسابقة كرة السلة في الألعاب الأولمبية الصيفية. اعتزل اللعب في 1996.

## فرق لعب لها
- أتلانتا هوكس
- أورلاندو ماجيك

## الميداليات
| الميدالية | المسابقة                       |
| --------- | ------------------------------ |
| ذهبية     | الألعاب الأولمبية الصيفية 1984 |

## روابط خارجية
- جون كونكاك على موقع الاتحاد الدولي لكرة السلة (الإنجليزية)
- جون كونكاك على موقع إن بي أي (الإنجليزية)
- جون كونكاك على موقع سبورتس رفرنس (الإنجليزية)
- جون كونكاك على موقع كلية كرة السلة في سبورتس رفرنس.كوم (الإنجليزية)
- جون كونكاك على موقع ريلجم (الإنجليزية)
- جون كونكاك على موقع بروبوليرز (الإنجليزية)
- جون كونكاك على موقع سبورتس رفرنس (الإنجليزية)
- جون كونكاك على موقع أوليمبيديا (الإنجليزية)